# Ван Стенберген, Рик
Рик Ван Стенберген (нидерл. Rik Van Steenbergen; 9 сентября 1924, Арендонк, Бельгия — 15 мая 2003, Антверпен, Бельгия) — бельгийский профессиональный шоссейный и трековый велогонщик в 1943 - 1966 годах. Трёхкратный чемпион мира в групповой гонке среди профессионалов (1949, 1956, 1957).Трёхкратный чемпион Бельгии в групповой гонке (1943, 1945, 1954).

## Карьера

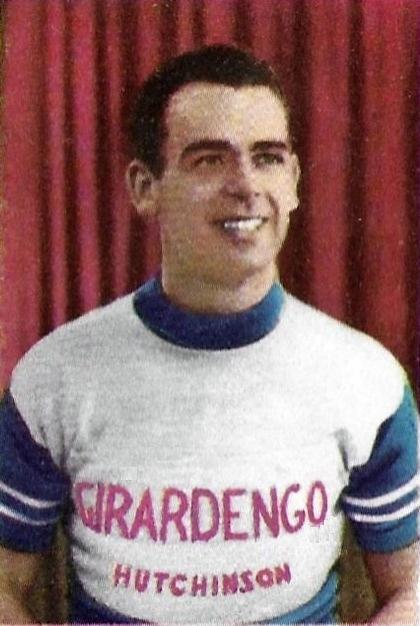
Рик Ван Стенберген

Рик Ван Стенберген начал выступать как велогонщик-любитель в 14 лет. За 23 года профессиональной карьеры с 1943 по 1966 год выиграл в общей сложности 1053 гонок, в том числе 338 на шоссе и 715 на треке, что делает его одним из величайших профессиональных велогонщиков всех времен.
Получил прозвище «Рик I» (Риком II называли Рика ван Лоя).
Ван Стенберген был три раза чемпионом мира в групповой гонке среди профессионалов (в 1949, 1956, 1957) годах. Многократный чемпион Европы и Бельгии в различных дисциплинах велоспорта.
Победитель гонки «Париж — Рубе» в 1948 году. Проехал 246 км дистанцию гонки за 5 часов 35 минут 31 секунду со средней скоростью 43,612 км/ч — этот результат стал рекордом гонки в то время и сохранялся до 1955 года.

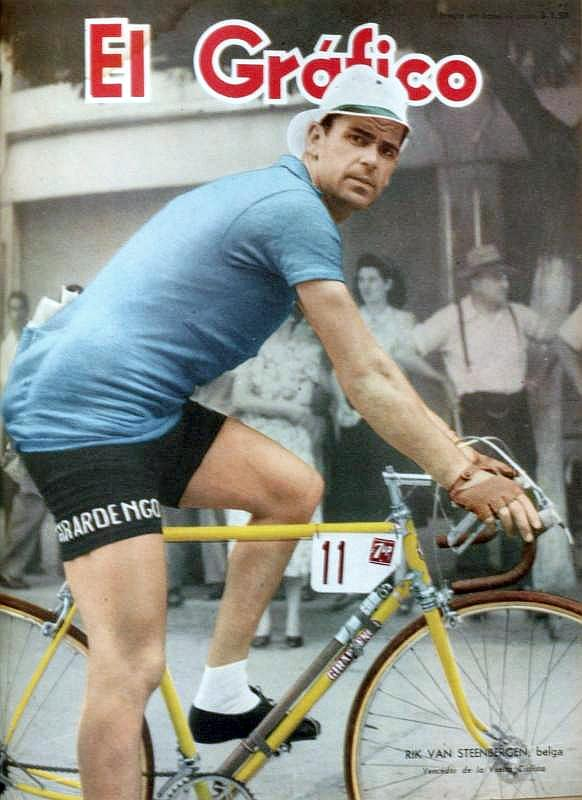
Рик Ван Стенберген в 1953 году

Умер в Антверпене 15 мая 2003 года после продолжительной болезни в возрасте 78 лет. В похоронах приняли участие около 2000 человек, в том числе Эдди Меркс, Рик ван Лой, Роже де Вламинк, Йохан де Мёйнк, Фредди Мартенс и Алберик Схотте. Также присутствовали президент Международного союза велосипедистов Хейн Вербругген и премьер-министр Бельгии Ги Верхофстадт.
В 2004 году гонщику поставлен памятник в Арендонке.

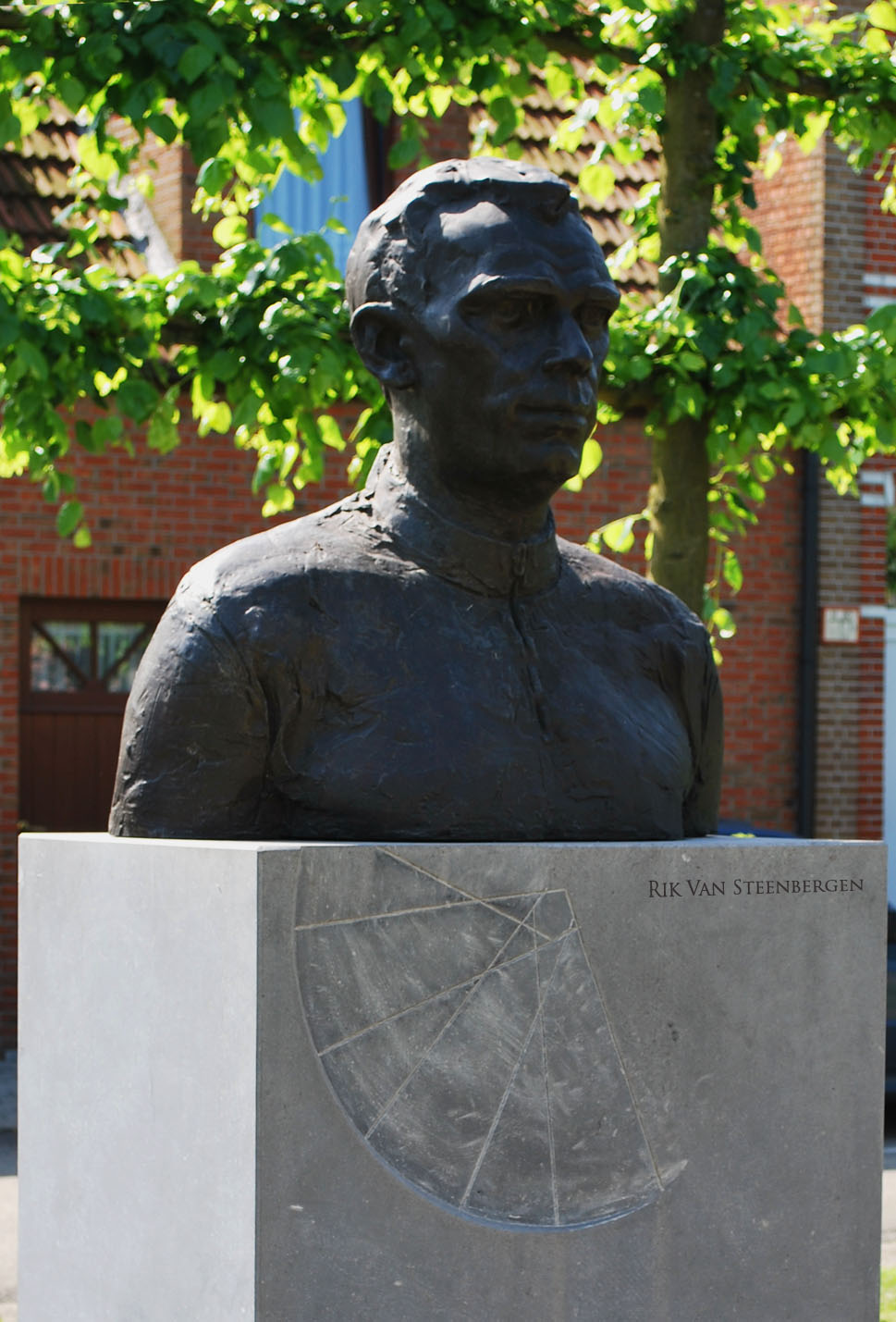
Памятник Рику Ван Стенбергену в Арендонке

В 1991—2012 годах в честь гонщика проводилась шоссейная однодневная велогонка «Мемориал Рика Ван Стенбергена» (до смерти велогонщика в мае 2003 года имела название «Гран-при Рика Ван Стенбергена»).

## Достижения

### Шоссе
1943
1-й  Чемпион Бельгии — Групповая гонка
1-й Чемпионат Фландрии
1944
1-й Тур Фландрии
1945
1-й  Чемпион Бельгии — Групповая гонка
1-й Брюссель — Ингойгем
1-й Дварс дор Фландерен
1946
1-й Тур Фландрии
3-й  Чемпионат мира — Групповая гонка (проф.)
1947
1-й — Этап 4 Тур Люксембурга
1948
1-й Париж — Рубе
1-й Critérium des As
1949
1-й  Чемпион мира — Групповая гонка (проф.)
1-й Critérium des As
1-й Флеш Валонь
1-й Тур Лимбурга
1-й — Этапы 12 и 21 Тур де Франс
1950
1-й Париж — Брюссель
7-й Милан — Сан-Ремо
1951
1-й Tour de l'Ouest — Генеральная классификация
1-й — Этапы 2, 4 и 7
2-й Джиро д’Италия — Генеральная классификация
1-й — Этапы 1 и 15
3-й Париж — Рубе
6-й Тур Фландрии
6-й Вызов Дегранж-Коломбо
10-й Париж — Брюссель
1952
1-й Париж — Рубе
1-й — Этапы 6, 9 и 10 Джиро д’Италия
1-й — Этап 1 Тур де Франс
1-й Тур Аргентины — Генеральная классификация
1-й — Этапы 1, 8, 12 и 13
1-й Critérium des As
1-й — Этап 4 Рим — Неаполь — Рим
9-й Чемпионат мира — Групповая гонка (проф.)
1953
1-й — Этап 9 Джиро д’Италия
4-й Гент — Вевельгем
1954
1-й  Чемпион Бельгии — Групповая гонка
1-й Милан — Сан-Ремо
1-й — Этапы 5, 16, 17 и 22 Джиро д’Италия
3-й Рим — Неаполь — Рим — Генеральная классификация
5-й Париж — Тур
1955
1-й — Этап 16 Тур де Франс
1-й Critérium des As
1-й — Этап 1b (КГ) Driedaagse van Antwerpen
3-й Тур Фландрии
6-й Милан — Сан-Ремо
9-й Вызов Дегранж-Коломбо
10-й Флеш Валонь
1956
1-й  Чемпион мира — Групповая гонка (проф.)
1-й  Вуэльта Испании — Очковая классификация
1-й — Этапы 1, 7, 8, 11, 14 и 17
1-й — Этап 8 Tour de l'Ouest
2-й Critérium des As
3-й Париж — Брюссель
4-й Париж — Рубе
4-й Тур Фландрии
5-й Вызов Дегранж-Коломбо
7-й Гент — Вевельгем
1957
1-й  Чемпион мира — Групповая гонка (проф.)
1-й — Этапы 1, 11, 17b, 20 и 21 Джиро д’Италия
1-й Critérium des As
1-й — Этап 3 Driedaagse van Antwerpen
1-й — Этапы 1b и 5b Рим — Неаполь — Рим
2-й Париж — Рубе
8-й Милан — Сан-Ремо
1958
1-й Флеш Валонь
1-й Critérium des As
1-й — Этап 4а Тур Нидерландов
4-й Париж — Рубе
1959
1-й — Этап 3 Tour de l'Ouest
2-й Милан — Сан-Ремо
9-й Париж — Брюссель
1961
1-й Tour des onze villes
2-й Critérium des As

### Трек
1942
1-й  Чемпион Бельгии — Спринт (юниоры)
1943
2-й Чемпионат Бельгии — Омниум
1944
1-й  Чемпион Бельгии — Омниум
1-й  Чемпион Бельгии — Гонка преследования
1945
2-й Чемпионат Бельгии — Гонка преследования
1947
2-й Шесть дней Гента
1948
1-й Шесть дней Брюсселя
3-й Чемпионат Бельгии — Гонка преследования
3-й Шесть дней Антверпена
1949
1-й Шесть дней Брюсселя
2-й Шесть дней Гента
3-й Шесть дней Парижа
1950
1-й Шесть дней Антверпена
2-й Шесть дней Гента
1951
1-й Шесть дней Брюсселя
2-й Шесть дней Гента
3-й Шесть дней Парижа
1952
1-й Шесть дней Парижа
2-й Шесть дней Антверпена
3-й Шесть дней Дортмунда
1953
2-й Шесть дней Парижа
3-й Шесть дней Брюсселя
1954
1-й Шесть дней Гента
2-й Шесть дней Берлина
3-й Шесть дней Антверпена
1955
1-й  Чемпион Бельгии — Омниум
1-й  Чемпион Бельгии — Мэдисон
1-й Шесть дней Антверпена
1-й Шесть дней Брюсселя
1-й Шесть дней Гента
2-й Чемпионат Бельгии — Спринт
3-й Шесть дней Берлина
3-й Шесть дней Гента
1956
1-й Шесть дней Брюсселя
1-й Шесть дней Дортмунда
2-й Шесть дней Гента
2-й Шесть дней Антверпена
1957
1-й Шесть дней Берлина
1-й Шесть дней Гента
2-й Шесть дней Дортмунда
2-й Шесть дней Цюриха
3-й  Чемпионат Европы — Омниум
3-й Шесть дней Антверпена
3-й Шесть дней Брюсселя
1958
1-й  Чемпион Европы — Мэдисон
1-й Шесть дней Антверпена
1-й Шесть дней Брюсселя
1-й Шесть дней Копенгагена
1-й Шесть дней Франкфурта
2-й Чемпионат Бельгии — Спринт
2-й Шесть дней Берлина
2-й Шесть дней Гента
2-й Шесть дней Цюриха
1959
1-й  Чемпион Европы — Мэдисон
1-й  Чемпион Европы — Омниум
1-й Шесть дней Дортмунда
1-й Шесть дней Гента
1-й Шесть дней Цюриха
2-й Шесть дней Брюсселя
2-й Шесть дней Берлина
2-й Шесть дней Копенгагена
2-й Шесть дней Франкфурта
3-й Шесть дней Антверпена
3-й Шесть дней Кёльна
1960
1-й  Чемпион Европы — Мэдисон
1-й  Чемпион Европы — Омниум
1-й Шесть дней Орхуса
1-й Шесть дней Брюсселя
1-й Шесть дней Копенгагена
2-й Шесть дней Гента
2-й Шесть дней Кёльна
2-й Шесть дней Антверпена
1961
1-й  Чемпион Европы — Мэдисон
1-й  Чемпион Бельгии — Омниум
1-й  Чемпион Бельгии — Мэдисон
1-й  Чемпион Бельгии — Дерни
1-й Шесть дней Дортмунда
1-й Шесть дней Цюриха
1-й Шесть дней Берлина
2-й Шесть дней Кёльна
2-й Шесть дней Брюсселя
2-й Шесть дней Антверпена
2-й Шесть дней Гента
3-й  Чемпионат Европы — Омниум
3-й Шесть дней Орхуса
3-й Шесть дней Франкфурта
3-й Шесть дней Берлина
1962
1-й  Чемпион Европы — Мэдисон
1-й  Чемпион Бельгии — Дерни
1-й Шесть дней Брюсселя
1-й Шесть дней Мадрида
1-й Шесть дней Кёльна
2-й  Чемпионат Европы — Мэдисон
2-й  Чемпионат Европы — Омниум
2-й Шесть дней Антверпена
2-й Шесть дней Мюнстера
3-й Шесть дней Берлина
3-й Шесть дней Эссена
1963
1-й  Чемпион Европы — Мэдисон
1-й  Чемпион Бельгии — Омниум
1-й  Чемпион Бельгии — Дерни
1-й Шесть дней Антверпена
1-й Шесть дней Франкфурта
1-й Шесть дней Мадрида
2-й  Чемпионат Европы — Дерни
2-й Шесть дней Эссена
2-й Шесть дней Берлина
2-й Шесть дней Брюсселя
3-й  Чемпионат Европы — Омниум
3-й Шесть дней Кёльна
3-й Шесть дней Дортмунда
3-й Шесть дней Милана
3-й Шесть дней Цюриха
1964
1-й  Чемпион Бельгии — Дерни
1-й Шесть дней Милана
1-й Шесть дней Мадрида
2-й  Чемпионат Европы — Дерни
2-й Шесть дней Брюсселя
2-й Шесть дней Кёльна
2-й Шесть дней Цюриха
2-й Шесть дней Антверпена
3-й Шесть дней Эссена
1965
1-й Шесть дней Бремена
1-й Шесть дней Милана
1-й Шесть дней Эссена
1-й Шесть дней Торонто
1-й Шесть дней Квебека
1-й Шесть дней Мадрида
2-й  Чемпионат Европы — Мэдисон
2-й Шесть дней Антверпена
3-й Шесть дней Брюсселя
3-й Шесть дней Гента
1966
2-й  Чемпионат Европы — Мэдисон
2-й  Чемпионат Европы — Омниум
2-й Чемпионат Бельгии — Омниум
2-й Шесть дней Кёльна

## Статистика выступлений

### Гранд-туры
| Гранд-тур                 | 1949 | 1950 | 1951 | 1952 | 1953 | 1954 | 1955 | 1956 | 1957 |
| ------------------------- | ---- | ---- | ---- | ---- | ---- | ---- | ---- | ---- | ---- |
| Джиро д’Италия            | —    | —    | 2    | 38   | 44   | 31   | —    | —    | 33   |
| Тур де Франс              | 29   | —    | —    | НФ   | —    | —    | 55   | —    | —    |
| (c 2010 ) Вуэльта Испании | НП   | —    | НП   | НП   | НП   | НП   | —    | 5    | —    |

| —  | Не участвовал        |
| НП | Гонка не проводилась |
| НФ | Не финишировал       |